# Übersaxen
Übersaxen  ist eine Gemeinde im österreichischen Bundesland Vorarlberg mit 622 Einwohnern (Stand 1. Jänner 2025).

## Geografie
Übersaxen liegt im westlichsten Bundesland Österreichs, Vorarlberg, im Bezirk Feldkirch auf 899 Metern Höhe. Die Gemeinde befindet sich im Wesentlichen am südlichen Hang des Laternsertals (Walserkamm) an dessen Mündung zum Alpenrheintal oberhalb der Marktgemeinde Rankweil. 
Die Fläche beträgt 5,76 Quadratkilometer. Davon sind 53 Prozent bewaldet, 33 Prozent sind landwirtschaftliche Nutzfläche.

### Gliederung
Es existieren keine weiteren Katastralgemeinden in Übersaxen.

### Nachbargemeinden
|          |                                             | Laterns    |
| Rankweil | Kompassrose, die auf Nachbargemeinden zeigt |            |
|          | Satteins                                    | Dünserberg |

## Geschichte
Die Habsburger regierten die Orte in Vorarlberg wechselnd von Tirol und Vorderösterreich (Freiburg im Breisgau) aus. Von 1805 bis 1814 gehörte der Ort zu Bayern, dann wieder zu Österreich. Zum österreichischen Bundesland Vorarlberg gehört Übersaxen seit der Gründung 1861. Der Ort war 1945 bis 1955 Teil der französischen Besatzungszone in Österreich.
1822 wird die eisenhaltige Heilquelle am Gulm erstmals untersucht. Das „goldene Brünnlein am Gulm“ wurde bis zur Wende des 19./20. Jahrhunderts gerne besucht.

### Namensherkunft
Der Ortsname setzt sich aus einem romanischen und einem deutschen Teil zusammen: Es besteht aus dem deutschen Wort „über“ und dem romanischen „saxa“, was Stein oder Felsen bedeutet, und heißt auf Deutsch also „über dem Stein“ oder „über dem Felsen“.

### Bevölkerungsentwicklung
Der Ausländeranteil lag Ende 2002 bei 3,3 Prozent.
Trotz einer leicht negativen Wanderungsbilanz wuchs die Bevölkerung in den letzten Jahrzehnten wegen der stark positiven Geburtenbilanz.

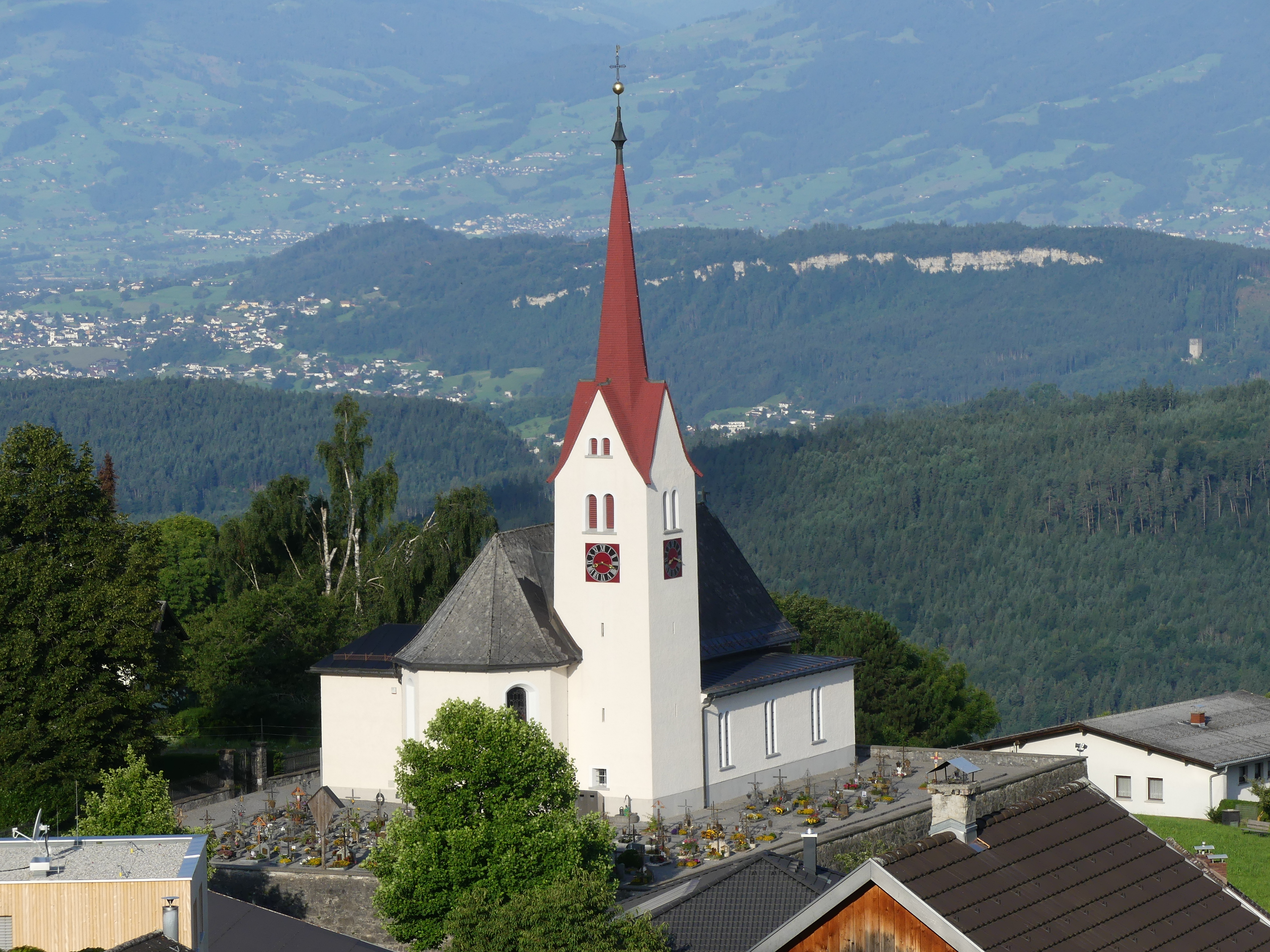
Pfarrkirche Übersaxen

## Kultur und Sehenswürdigkeiten
- Pfarrkirche Übersaxen
- Rochuskapelle

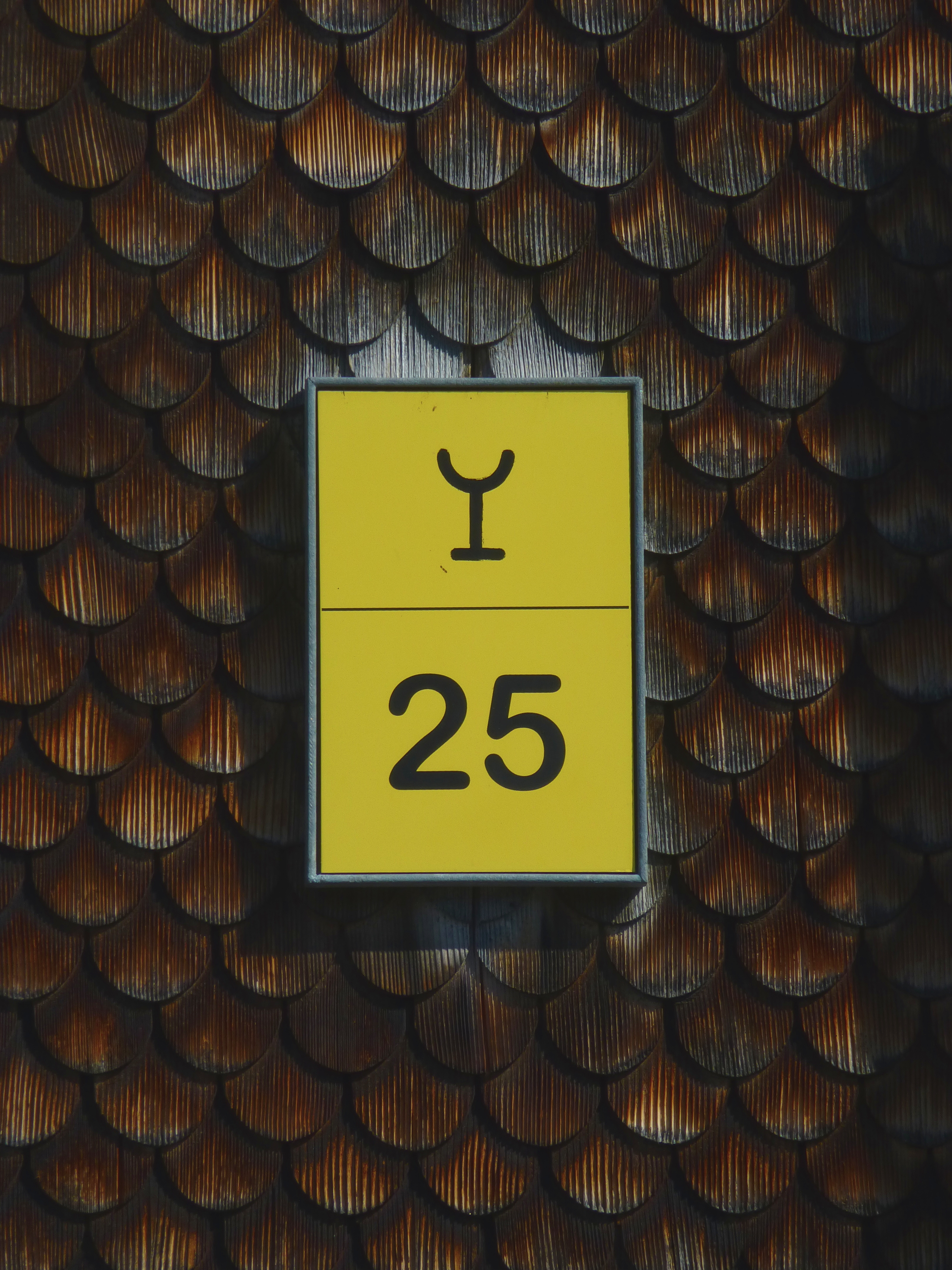
Hauszeichen in Übersaxen, hier am Pfarrhof

- Hauszeichen in Übersaxen, hier am Pfarrhof Kunstprojekt „Gisalz 98“: Für „Gisalz 98“ in Übersaxen machte der Vorarlberger Künstler Herbert Fritsch Gebrauch von den seit dem Mittelalter überlieferten Hauszeichen der Walser. Dieses abstrakte Zeichenmaterial bildete den Ausgangspunkt und die Grundlage für das Projekt. Jedes Haus in Übersaxen erhielt ein solches neues Zeichen: Aluminiumplatten mit zweifarbig in Gelb und Schwarz angelegten Siebdrucken zeigen die jeweilige Hausnummer und das entsprechende Hauszeichen.
- Naturschutzgebiet Übersaxen-Satteins: Das rund 60 Hektar große Europaschutzgebiet wurde 2016 eingerichtet und erstreckt sich über die Gemeinden Satteins und Übersaxen.[4]

## Wirtschaft und Infrastruktur
Bei der letzten Zählung im Jahr 2010 gab es 26 land- und forstwirtschaftliche Betriebe, davon 6 im Haupterwerb. Im sekundären Wirtschaftssektor waren im Jahr 2011 nur drei Betriebe. In den siebzehn Betrieben des tertiären Sektors arbeiteten 38 Personen.
In der Gemeinde befinden sich ein Kindergarten und eine zweiklassige Volksschule (Stand 2017).

## Politik

### Gemeindevertretung
In Vorarlberg wählen die Bürger alle fünf Jahre die Mitglieder der Gemeindevertretung durch Ankreuzen eines Listen-Wahlvorschlages bzw. durch Mehrheitswahl wenn kein Listenvorschlag vorliegt. Weiters den Bürgermeister durch Ankreuzen eines Wahlvorschlages.
Die Gemeindevertretung wählt in der konstituierenden Sitzung aus ihrer Mitte – sofern keine Wahl durch die Bürger zustande kam – gemäß § 61 Gemeindegesetz einen Bürgermeister und dann einen mindestens dreiköpfigen Gemeindevorstand. Die Zahl dieser „Gemeinderäte“ darf aber gemäß § 55 den vierten Teil der Zahl der Gemeindevertreter nicht übersteigen.
Der Bürgermeister führt den Vorsitz bei den generell öffentlichen Sitzungen der Gemeindevertretung, in denen kommunale Belange besprochen und Beschlüsse gefasst werden. Beobachter haben kein Mitspracherecht und kein Stimmrecht. Die Gemeindevertretung kann nach Bedarf Ausschüsse bestellen. Sitzungen des Gemeindevorstandes und der Ausschüsse sind nicht öffentlich.

#### Sitzverteilung nach den Wahlen
- Gemeindevertretungswahlen 1985: Gemeindeliste 7, SPÖ 2.[11]
- Gemeindevertretungswahlen 1990: Gemeindeliste 9.[12]
- Gemeindevertretungswahlen 1995: Gemeindeliste 12.[13]
- Gemeindevertretungswahlen 2000: Übersaxner Gemeindeliste 12.[14]
- Mangels wählbarer Listen erfolgten die Wahlen 2005 per Mehrheitswahl.[15]
- Gemeindevertretungswahlen 2010: Gemeindeliste 12.[16]
- Gemeindevertretungswahlen 2015: Dorfliste Übersaxen 9, Freiheitliche 3.[17]
- Gemeindevertretungswahlen 2020: Dorfliste Übersaxen 9, Freiheitliche 3.[18]
- Gemeindevertretungswahlen 2025: Dorfliste 12.[19]

### Bürgermeister
Bürgermeister seit 1890 waren:
- 1890–1904 Hermenegild Scherrer
- 1904–1907 Benedikt Breuß
- 1907–1913 Franz Duelli
- 1913–1920 Mathias Fritsch
- 1920–1922 Kunibert Breuß
- 1922–1924 Paul Lins
- 1924–1929 Mathias Fritsch
- 1929–1938 Johann Meinrad Vogt
- 1938–1944 Ludwig Breuß
- 1945 Andreas Breuß
- 1945–1950 Ludwig Fritsch
- 1950–1957 Georg Duelli
- 1957–1968 Franz Duelli
- 1968–1970 Adolf Lins
- 1970–1973 Robert Gabriel
- 1973–1992 Franz Duelli
- 1992–2022 Rainer Duelli[21]
- seit 2022 Manfred Vogt[21][22]

### Wappen
Das Gemeindewappen entstand im Jahre 1969 nach einem Entwurf des Schrunser Künstlers und Heraldikers Konrad Honold. Es zeigt eine goldene Strahlensonne in Rot über einem silbernen Dreispitzberg.

## Persönlichkeiten

### Ehrenbürger
- Franz Duelli († 2018), Bürgermeister von Übersaxen 1957–1968 und 1973–1992[24]

### Mit der Gemeinde verbundene Persönlichkeiten
- Herbert Fritsch (1945–2007), Künstler
- Manfred Vogt (* 1988), Abgeordneter zum Vorarlberger Landtag und Bürgermeister